# Sinagoga de Jobar
La Sinagoga de Jobar era una sinagoga de 2.000 años de antigüedad que se encontraba en el suburbio de Jobar, Damasco. Fue construida en conmemoración del profeta bíblico Elías, y ha sido un lugar de peregrinación judía durante muchos siglos. También es el lugar de entierro de un sabio "milagroso" del siglo XVI. Una de las sinagogas más antiguas del mundo, el 31 de marzo de 2013 se informó que había sido reducida a cenizas durante la guerra civil siria, tanto el gobierno como las fuerzas rebeldes sirias se acusan mutuamente sobre quien saqueó y destruyó el edificio.